# ۳۲۴ (قمری)
۳۲۴ (قمری)، سیصد و بیست و چهارمین سال در گاهشماری هجری قمری است. اول محرم این سال برابر با پنجم دسامبر سال ۹۳۵ میلادی است.